# Новоархангельский
Новоархангельский — поселок в Одоевском районе Тульской области в составе сельского поселения Северо-Одоевское.

## География
Поселок находится в юго-западной части Тульской области на расстоянии приблизительно 3 км на северо-восток по прямой от города Одоев, административного центра района.

## История
В 1939 году здесь было отмечено 25 дворов.

## Население
Постоянное население составляло 56 человек (русские 100 %) в 2002 году, 32 в 2010.